# Gøril Havrevold
Gøril Havrevold (11 de julio de 1914 – 17 de marzo de 1992) fue una actriz teatral y cinematográfica noruega.

## Biografía
Nacida en Stavanger, Noruega, sus padres eran Adam Egede-Nissen (1868–1953) y Georga Wilhelma Ellertsen (1871–1951), y sus hermanos los actores Aud Egede-Nissen, Gerd Grieg), Ada Kramm, Oscar Egede-Nissen, Stig Egede-Nissen y Lill Egede-Nissen. 
Cumplido su examen de estudios medios (middelskole) en 1930, Havrevold se dedicó al teatro, debutando como actriz en escena en el Teatro nacional de Oslo en 1932, trabajando en dicha institución hasta el año 1984. Destacó su actuación como Pauline en la obra de Nordahl Grieg Nederlaget, representada en 1937. Además de diferentes papeles clásicos, trabajó en obras de Henrik Ibsen, siendo Solveig en Peer Gynt y Fru Sørby en El pato silvestre.
Gracias a las becas Houen y Klaveness, pudo estudiar en 1947 y 1948 en Suecia y Dinamarca, formando además parte del sindicato de actores noruego (Norsk Skuespillerforbund) a partir del año 1948.

Su debut en el cine llegó con el papel de Marit en En glad gutt (1932), actuando además en Syndere i sommersol (1934) y Fant (1937), película en la cual hizo el papel de Johanne. En la cinta Dagny, su papel fue de mayor relevancia. Para la pequeña pantalla, participó en un episodio de la serie Fleksnes. 
Por su trayectoria artística, en 1985 fue nombrada caballero de la Orden de San Olaf.
Gøril Havrevold falleció en Noruega en 1992. Había estado casada con el actor Olafr Havrevold, contrayendo posteriormente matrimonio con el médico Ragnvald Ingebrigtsen. Su hija, Berit Gøril Havrefold (nacida en 1936), se casó con el arquitecto Hans-Gabriel Finne.  

## Filmografía
- 1981 : Fleksnes – Hjem, kjære hjem (TV)
- 1980 : Mareritt ved midtsommer
- 1977 : Kattelek (TV)
- 1977 : Dagny
- 1977 : Farlig yrke (TV)
- 1975 : Skraphandlerne
- 1957 : Toya & Heidi
- 1956 : Toya
- 1937 : Fant
- 1934 : Syndere i sommersol
- 1932 : En glad gutt